# جایزه لونا
جایزه لونا (تاگالوگ: Luna Award) نام یک جایزه معتبر سینمایی در کشور فیلیپین است که توسط «فرهنگستان فیلم فیلیپین» به برترین‌های صنعت سینمای این کشور اعطا می‌شود و معادلِ فیلیپینیِ جایزه اسکار در ایالات متحده آمریکا است.
اولین دوره اهدای این جایزه در سال ۱۹۸۳ میلادی در شهر «پاسای» انجام پذیرفت.